# Sebastian Stan
Sebastian Stan (ur. 13 sierpnia 1982 w Konstancy) – rumuńsko-amerykański aktor. Odtwórca roli Jamesa Buchanana „Bucky’ego” Barnesa, późniejszego Zimowego Żołnierza w serii filmów wytwórni Marvel o Kapitanie Ameryce. Otrzymał obywatelstwo amerykańskie w 2002.

## Życiorys

### Wczesne lata
Urodził się w rumuńskim mieście Konstanca. Jego rodzice rozwiedli się, gdy miał dwa lata. Wychowywał się w wierze Rumuńskiego Kościoła Prawosławnego. W wieku ośmiu lat, przeniósł się wraz z matką, Georgetą Orlovschi, do Wiednia w Austrii, gdzie została zatrudniona jako pianistka. Cztery lata później, kiedy miał 12 lat, jego matka przeprowadziła się z nim do hrabstwa Rockland, w stanie Nowy Jork po tym, jak wyszła za mąż za dyrektora amerykańskiej szkoły prywatnej. Pojawił się jako dzieciak w metrze w austriackim dramacie kryminalnym Michaela Haneke 71 fragmentów (71 Fragments of a Chronology of Chance, 1994).
Podczas nauki w Rockland County Day School występował w szkolnych przedstawieniach takich jak Harvey, Cyrano de Bergerac, Sklepik z horrorami (Little Shop of Horrors), Over Here i West Side Story. Uczestniczył również w obozie letnim Stagedoor Manor, gdzie został obsadzony w wielu produkcjach obozowych. Właśnie wtedy postanowił poważnie potraktować aktorstwo i zaczął kandydować na studia aktorskie na kilku uczelniach. Został przyjęty i uczęszczał do Mason Gross School of the Arts przy Rutgers University w New Brunswick, w stanie New Jersey. To dało mu możliwość spędzenia roku na studiach aktorskich za granicą w Shakespeare’s Globe Theater w Londynie w Anglii. Ukończył studia w 2005.

### Kariera
Po powrocie z Anglii, Stan nadal uczęszczał do Rutgers i został obsadzony w małych rolach w filmach niezależnych, takich jak Wesele Tony’ego i Tiny (Tony n' Tina's Wedding, 2004) z Milą Kunis i Joeyem McIntyre czy Czerwone drzwi (Red Doors, 2005) w roli Simona, zaangażowanego w wojnę na żarty z Katie. Wystąpił w roli chłopca, który został oskarżony o morderstwo, potem porwany i emocjonalnie wykorzystywany przez porywacza w serialu NBC Prawo i porządek (Law & Order, 2003). Wkrótce dostał rolę Martina Watersa, syna architekta (Anthony LaPaglia), który porzuca studia i nie jest zainteresowany realizacją marzeń ojca w dramacie Architekt (The Architect, 2006). Wcielił się w postać głównego antagonisty horroru Renny’ego Harlina Pakt milczenia (The Covenant, 2006) jako Chase Collins – nowy uczeń w Spenser, który zaprzyjaźnia się z synami Ipswich. W 2007 zadebiutował na Broadwayu jako Kent w sztuce Erica Bogosiana Talk Radio z Lievem Schreiberem.
Grał rolę Cartera Baizena, absolwenta szkoły dla chłopców Św. Judy i rywala Nate’a (Chace Crawford) i Chucka (Ed Westwick) w serialu The CW Plotkara (2007–2010). Występował jako Leo Reilly w dramacie Freda Dursta Edukacja Charliego Banksa (The Education of Charlie Banks, 2007), który miał swoją premierę na Tribeca Film Festival i zdobył nagrodę za „Najlepszą narrację w Nowym Jorku”. Pojawił się w teledysku Hayden Panettiere „Wake Up Call” (2008). Następnie został obsadzony jako Walter i gość na imprezie w muszce w melodramacie Jonathana Demmego Rachel wychodzi za mąż (Rachel Getting Married, 2008) z Anne Hathaway, a także zagrał postać Harry’ego, przyjaciela Nikkiego (Ashton Kutcher) w komedii erotycznej Amerykańskie ciacho (Spread, 2009). W serialu NBC Kings (2009), luźno opartym na biblijnej historii króla Dawida, wystąpił jako Jonathan „Jack” Benjamin, rozpustny kobieciarz, ale potajemnie gej – następca tronu Gilboa, odpowiednik biblijnego Jonatana. W 2013 powrócił na Broadway w roli Hala Cartera w spektaklu Williama Inge’a Piknik z Ellen Burstyn, Mare Winningham i Elizabeth Marvel.
Był na okładkach „GQ”, „Entertainment Weekly”, „L’Officiel Hommes”, „Elle Man” i „Men’s Health”.

## Filmografia
| Rok       | Tytuł                                                                  | Rola                                   | Rodzaj produkcji        |
| --------- | ---------------------------------------------------------------------- | -------------------------------------- | ----------------------- |
| 2003      | Prawo i porządek (Law & Order)                                         | Justin Capshaw                         | serial NBC              |
| 2004      | Wesele Tony’ego i Tiny (Tony n' Tina's Wedding)                        | Johnny                                 | film                    |
| 2005      | Czerwone drzwi (Red Doors)                                             | Simon                                  | film                    |
| 2006      | Architekt (The Architect)                                              | Martin Waters                          | film                    |
| 2006      | Pakt milczenia (The Covenant)                                          | Chase Collins                          | film                    |
| 2007      | Edukacja Charliego Banksa (The Education of Charlie Banks)             | Leo                                    | film                    |
| 2007      | Plotkara (Gossip Girl)                                                 | Carter Baizen                          | serial CBS/Warner Bros. |
| 2008      | Rachel wychodzi za mąż (Rachel Getting Married)                        | Walter                                 | film                    |
| 2008      | Hayden Panettiere – Wake Up Call                                       | Przyjaciel                             | teledysk                |
| 2009      | Królowie (Kings)                                                       | Jack Benjamin                          | serial NBC              |
| 2009      | Amerykańskie ciacho (Spread)                                           | Harry                                  | film                    |
| 2010      | Czarny łabędź (Black Swan)                                             | Andrew                                 | film                    |
| 2010      | Jutro będzie futro (Hot Tub Time Machine)                              | Blaine                                 | film                    |
| 2011      | Kapitan Ameryka: Pierwsze starcie (Captain America: The First Avenger) | James „Bucky” Barnes                   | film                    |
| 2011–2012 | Dawno, dawno temu (Once Upon a Time)                                   | Jefferson / Szalony Kapelusznik        | serial ABC              |
| 2012      | Political Animals                                                      | Thomas „T.J” Hammond                   | miniserial              |
| 2012      | Labirynt (Labyrinth)                                                   | Will Franklyn                          | miniserial              |
| 2012      | Zaginiona (Gone)                                                       | Billy                                  | film                    |
| 2012      | Zjawy (The Apparition)                                                 | Ben                                    | film                    |
| 2014      | Kapitan Ameryka: Zimowy Żołnierz                                       | James „Bucky” Barnes / Zimowy Żołnierz | film                    |
| 2015      | Marsjanin                                                              | Chris Beck                             | film                    |
| 2015      | The Bronze                                                             | Lance Tucker                           | film                    |
| 2015      | Ant-Man                                                                | James „Bucky” Barnes / Zimowy Żołnierz | film                    |
| 2015      | Nigdy nie jest za późno (Ricki and the Flash)                          | Josh                                   | film                    |
| 2016      | Kapitan Ameryka: Wojna bohaterów (Captain America: Civil War)          | James „Bucky” Barnes / Zimowy Żołnierz | film                    |
| 2017      | Jestem najlepsza. Ja, Tonya                                            | Jeff Gillooly                          | film                    |
| 2017      | I'm Not Here                                                           | Steve                                  | film                    |
| 2017      | Logan Lucky                                                            | Dayton White                           | film                    |
| 2017      | Umrzeć ze śmiechu (I'm Dying Up Here)                                  | Clay Appuzzo                           | serial TV               |
| 2018      | Czarna Pantera                                                         | James „Bucky” Barnes / Zimowy Żołnierz | film                    |
| 2018      | Niszczycielka                                                          | Chris                                  | film                    |
| 2018      | Tajemnica przeklętego zamku                                            | Charles Blackwood                      | film                    |
| 2018      | Avengers: Wojna bez granic                                             | James „Bucky” Barnes / Zimowy Żołnierz | film                    |
| 2019      | Coś się kończy, coś zaczyna                                            | Frank                                  | film                    |
| 2019      | Avengers: Koniec gry                                                   | James „Bucky” Barnes / Zimowy Żołnierz | film                    |
| 2019      | Ostateczne poświęcenie                                                 | Scott Huffman                          | film                    |
| 2020      | Diabeł wcielony                                                        | Szeryf Lee Bodecker                    | film                    |
| 2020      | Monday                                                                 | Mickey                                 | film                    |
| 2021      | Falcon i Zimowy Żołnierz                                               | James „Bucky” Barnes / Zimowy Żołnierz | serial TV               |
| 2021      | What If…?                                                              | James „Bucky” Barnes / Zimowy Żołnierz | serial TV               |
| 2022      | Fresh                                                                  | Steve                                  | film                    |
| 2022      | 355                                                                    | Nick Fowler                            | film                    |
| 2022      | Pam i Tommy                                                            | Tommy Lee                              | miniserial              |
| 2023      | Oszustwo (Sharper)                                                     | Max                                    | film                    |
| 2023      | Inwestorzy amatorzy (Dumb Money)                                       | Vlad Tenev                             | film                    |
| 2024      | Wybraniec (The Apprentice)                                             | Donald Trump                           | film                    |
| 2024      | A Different Man                                                        | Edward                                 | film                    |
| 2025      | Thunderbolts*                                                          | James „Bucky” Barnes / Zimowy Żołnierz | film                    |